# Punia flygplats
Punia flygplats är en statlig flygplats vid orten Punia i Kongo-Kinshasa. Den ligger i provinsen Maniema, i den centrala delen av landet, 1 300 km öster om huvudstaden Kinshasa. Punia flygplats ligger 533 meter över havet. IATA-koden är PUN och ICAO-koden FZOP. Punia flygplats hade 162 starter och landningar, samtliga inrikes, med totalt 225 passagerare, 85 ton inkommande frakt och 55 ton utgående frakt 2015.